# 代爾夫特國家公園
09°29′50″N 79°42′00″E / 9.49722°N 79.70000°E

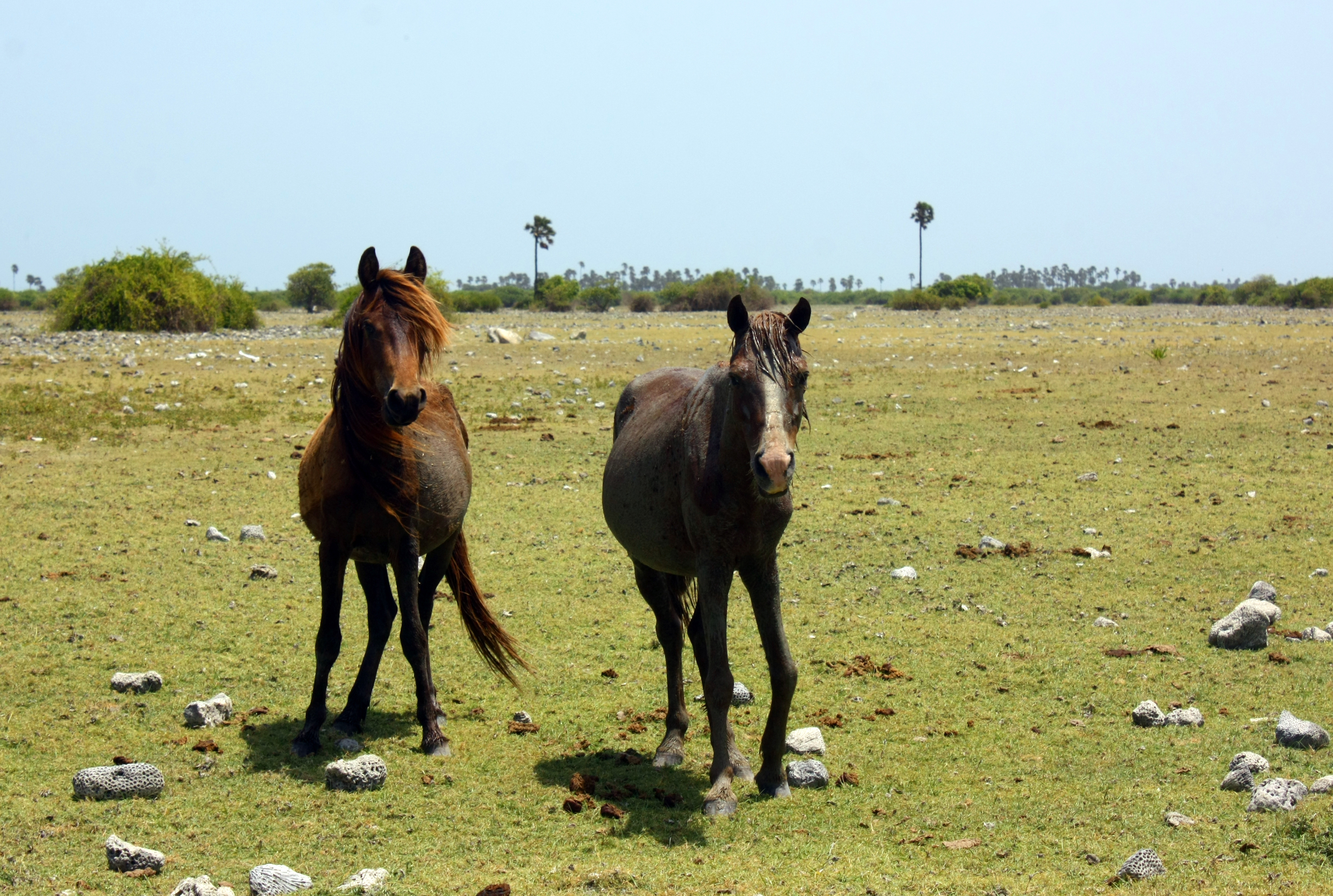

代爾夫特國家公園是斯里蘭卡的國家公園，位於該國北部，處於北部省，距離賈夫納35公里左右，成立於2015年6月22日，該國家公園面積18平方公里。